# Lacconectus stastnyi
Lacconectus stastnyi is een keversoort uit de familie waterroofkevers (Dytiscidae). De wetenschappelijke naam van de soort is voor het eerst geldig gepubliceerd in 2005 door Brancucci & Hendrich.